# Paimbœuf
Paimbœuf este o comună în departamentul Loire-Atlantique, Franța. În 2009 avea o populație de 3,200 de locuitori.

## Personalități născute aici
- Marie Cazin (1844 - 1924), peisagistă, artistă decorativă, sculptoriță.